# Sociedade de Filósofos Cristãos
A Sociedade de Filósofos Cristãos (SCP) foi fundada em 1978. A sociedade está aberta a qualquer pessoa interessada em filosofia que se considere cristã. A adesão não está restrita a nenhuma "escola" particular de filosofia ou a qualquer ramo do Cristianismo, nem a filósofos profissionais ou académicos. Terence Cuneo, da Universidade de Vermont, é atualmente presidente da SCP, Justin McBrayer do Fort Lewis College, é diretor-executivo e Kevin Timpe, da Calvin University, é tesoureiro.
As reuniões da sociedade são realizadas regularmente em conjunto com a Associação Filosófica Católica Americana, as Divisões Oriental, Central e do Pacífico da Associação Filosófica Americana, e a Associação Filosófica Canadense, e no Congresso Mundial de Filosofia. A sociedade também publica um jornal trimestral, Faith and Philosophy, que aborda questões filosóficas a partir de uma perspetiva cristã.

## Presidentes
- 1978–1981: William Alston
- 1981–1983: Robert Merrihew Adams
- 1983–1986: Alvin Plantinga
- 1986–1989: Marilyn McCord Adams
- 1989–1992: George I. Mavrodes
- 1992–1995: Nicholas Wolterstorff
- 1995–1998: Eleonore Stump
- 1998–2001: C. Stephen Evans
- 2001–2004: Robert Audi
- 2004–2007: Linda Zagzebski
- 2007–2010: William J. Wainright
- 2010–2013: Peter van Inwagen
- 2013–2016: Michael Rea
- 2016–2019: Michael Bergmann
- 2020–presente: Terence Cuneo